# Academy of Ancient Music
The Academy of Ancient Music (Akademie für Alte Musik) ist ein englisches Kammerorchester, das sich auf die historische Aufführungspraxis spezialisiert hat. Es wurde 1973 von dem Cembalisten Christopher Hogwood gegründet. Namensgeber war eine Londoner Institution gleichen Namens, die 1726 von John Ernest Gaillard gegründet wurde.
Das Ensemble mit Sitz an der Universität Cambridge hat sich auf Kompositionen des Barock, der Klassik und der Frühromantik spezialisiert, wobei auf Originalinstrumenten gespielt wird. Die Musiker werden nach historischem Vorbild vom Cembalo oder vom Konzertmeisterpult aus dirigiert. Konzertmeister und stellvertretende Ensembleleiter der vergangenen Jahre waren namhafte Violinisten wie Simon Standage, Rachel Podger, Andrew Manze, Pavlo Beznosiuk und seit 2018 Bojan Čičić. Auch der Oboist Paul Goodwin wurde 1996 zum stellvertretenden Ensembleleiter bestellt.
Ab dem 30. April 2006 wurde das Ensemble von dem Cembalisten Richard Egarr geleitet, seit 2021 von Laurence Cummings.